# MusicQ
musicQ（ミュージッキュ）は、旧岐阜エフエム放送で放送されていたラジオ番組（番組枠）である。

## 概要
- 2005年10月よりL.A.V.をネット復活をするのに伴い、MUSIC9の放送枠を21時から19時に移動、タイトルも変更となった。
- コンセプトは引き続き「岐阜の人だけが聞ける番組」。
- パーソナリティは岐阜県や東海地方にゆかりのあるアーティストから関東や九州のアーティストまで様々である。
- 読み方は以前と同じく「ミュージッキュ」である。
- 別途土日のJFN枠を利用して特番を放送する事もあった。

## 放送枠の変遷
- 月曜～木曜19:00 - 19:55
- 2007年2月より金曜21:00 - 21:30、土曜24:00 - 24:55に変更。
- 同年4月の改編で24:30 - 24:55の枠は消滅。
- 5月改編で金曜21:00 - 21:30の枠も消滅し、1枠のみとなる。
- 6月改編で番組自体が終了となる。

## 終了時点の番組
土曜 24:00 - 24:30
- YA-KYIM YURIE & DJ AGETETSU（2006年4月 - 2007年5月26日）
06年4月 - 07年1月は水曜19:00 - 19:30。

## 過去の番組
月曜 19:00 - 19:30
- ウエノコウジ（2005年4月 - 2005年12月、MUSIC9時代含む。）
- bird「birdwatch」（2006年1月・JFNC制作）
- Mi（2006年2月 - 2007年1月）

火曜 19:00 - 19:30
- ケイタク（2005年9月 - 2006年3月、MUSIC9時代含む。）
- 小畑由香里「小畑由香里のタロファココロジー」（2006年4月 - 2006年8月）
インターネットtamateon.tvとの連動。
- NEW ROTE'KA（2006年9月 - 2007年1月）
この番組の復活版として、2007年4月から毎週火曜18:00 - 18:10に「NEW ROTE'KA TIMES」がスタートした。

火曜 19:30 - 19:55
- BANANA（2005年1月 - 2007年1月、MUSIC9時代も含む。）

水曜 19:00 - 19:30
- 湘南探偵団「SLOW LIFE GOES ON」（2004年11月 - 2006年3月、MUSIC9時代含む。）
K-MIXも放送終了。

木曜 19:00 - 19:30
- as（2006年4月 - 6月）
- 加藤和樹・あきよしふみえ（2006年7月 - 2007年1月）

木曜 19:30 - 19:55
- Yellow Cherry（2006年6月）
- PaniCrew（2006年7月 - 2007年1月）

金曜 21:00 - 21:30
- MEGARYU（2005年8月 - 2007年4月、MUSIC9時代も含む。）
05年10月 - 07年1月は月曜19:30 - 19:55。

土曜 24:30 - 24:55
- SEAMO「SEAMOのA天狗ショープリーズ」（2005年10月 - 2007年3月・K-MIXでも放送）
2005年10月 - 2007年1月は水曜19:30 - 19:55。

## 特番
- つばき（2005年10月23日・18:30 - 18:55、10月30日・18:00 - 18:30）
- GOING UNDER GROUND（2006年2月4日・25:00 - 26:00）
- plane（2006年4月22日・29日・24:30 - 25:00）
- Fonogenico（2007年2月25日・18:00 - 18:30）
- ILLMATIC HEADLOCK（2007年3月11日・18:00 - 18:30）
MusicQのジングルは無し。
- 秦基博（2007年3月25日・18:00 - 18:30）
MusicQのジングルは無し。
- JYONGRI（2007年3月31日・25:00 - 26:00）
MusicQのジングルは無し。

## その他
musicQ LIVE "金華山de 天下統一"
2007年1月14日に岐阜市民会館にて開催。その模様は2007年1月25日19:00 - 19:55の枠で放送された。
出演：SEAMO、PaniCrew、NEW ROTE'KA、川嶋あい、YA-KYIM、BANANA、THE WEL-CHAMELEON
| 旧岐阜エフエム放送 金曜21時前半枠                                                                                         | 旧岐阜エフエム放送 金曜21時前半枠 | 旧岐阜エフエム放送 金曜21時前半枠                                                |
| 前番組 | 番組名                            | 次番組                                                                           |
| --- | --------------------------------- | -------------------------------------------------------------------------------- |
| PULSE OF THE WORLD （ネット打ち切り）                                                                                     | MusicQ                            | 東方神起 Bigeastation （07年5月 - ）                                             |
| 旧岐阜エフエム放送 土曜24時前半                                                                                           |                                   |                                                                                  |
| 三浦大知D-ROCK STATION （ - 07年1月・ネット打ち切り）                                                                     | MusicQ                            | チャットモンチーのロッキン丼 （07年6月 - ）                                      |
| 旧岐阜エフエム放送 土曜24時後半                                                                                           |                                   |                                                                                  |
| アンダーグラフ ～0MHz～ゼロメガヘルツ （ - 07年1月・ネット再度打ち切り）                                                  | MusicQ                            | SEAMOの合格!天狗ゼミナール （07年4月 - ・JFNC制作）                              |
| 旧岐阜エフエム放送 月～水曜19時前半＆後半枠                                                                               |                                   |                                                                                  |
| （19:00 - 19:55）Adult Oriented Radio （月曜～木曜すべてネット打ち切り）                                                  | MusicQ                            | （19:00 - 19:55）Adult Oriented Radio （07年2月 - ・月曜～木曜すべてネット再開） |
| 旧岐阜エフエム放送 木曜19時前半枠                                                                                         |                                   |                                                                                  |
| D-51のNO MORE RADIO （06年3月打ち切り） （10月に日曜18:00でネット再開したが、 07年4月改編で再び打ち切り。）               | MusicQ                            | （19:00 - 19:55）Adult Oriented Radio （07年2月 - ・月曜～木曜すべてネット再開） |
| 旧岐阜エフエム放送 木曜19時後半枠                                                                                         |                                   |                                                                                  |
| アンダーグラフ ～0MHz～ゼロメガヘルツ （06年5月打ち切り） （10月に土曜24:30でネットを再開したが、 07年1月で再度打ち切り） | MusicQ                            | （19:00 - 19:55）Adult Oriented Radio （07年2月 - ・月曜～木曜すべてネット再開） |
| 旧岐阜エフエム放送・アーティストレギュラー番組                                                                            |                                   |                                                                                  |
| MUSIC9 （月曜～木曜21:00 - 21:55枠から移動）                                                                              | MusicQ （2005年10月 - 2007年5月） | 廃枠                                                                             |